# Дженнингс, Эндрю
Э́ндрю Дже́ннингс (англ. Andrew Jennings; 3 сентября 1943 — 8 января 2022) — британский журналист, чья деятельность получила известность в связи с разоблачительными материалами о незаконной деятельности в двух крупнейших спортивных организациях мира — МОК и ФИФА.

## Биография
Дженнингс родился в Шотландии. В детстве вместе с семьёй перебрался в Лондон. Окончил Университет Халла. С конца 1960-х стал трудиться в The Sunday Times и других британских изданиях. Позднее Дженнингса увлекли журналистские расследования. В 1986 году BBC отказывается выпускать в эфир его документальный фильм о коррупции в Скотланд-Ярде. Но его приняли на World In Action, где Эндрю в дальнейшем долго и плодотворно работает.
Его фильм-расследование об афере Иран-контрас в 1989 году завоёвывает медаль на телефестивале в Нью-Йорке. В 93-м он одним из первых западных журналистов прибывает в Чечню, где делает серию репортажей о кавказской мафии. В 1998 году он снимает не менее скандальную историю о приватизации железных дорог Великобритании.

## ФИФА
В 2006 году, в рамках сериала канала BBC Television «Панорама», Дженнингс, уже известный своими расследованиями работы МОК времён Хуана Самаранча и Жака Рогге, выступает с эпизодом, где подробно описывает коррупционные схемы, чьими инициаторами являлись глава мирового футбола Зепп Блаттер и его ближайший на тот момент сторонник глава КОНКАКАФ Джек Уорнер. Это было своего рода продолжением эпизода «ФИФА и Ко», изучающей взаимоотношения между бывшей звездой лёгкой атлетики и известным спортивным функционером Себастьяном Коэ и комитетом ФИФА по этике.
Наиболее громкой программой была «ФИФА: Грязные секреты» (впервые вышла в эфир 29 ноября 2010 года), которая за полчаса пытается разоблачить взяточничество некоторых из членов Исполнительного комитета, от решения которых во многом зависит выбор страны-хозяйки ЧМ-2018. Дженнингс утверждает, что Рикардо Тейшейра, президент Федерации футбола Бразилии (CBF) и глава организационного комитета ЧМ-2014, Николас Леос из Парагвая, президент южноамериканской конфедерации футбола (КОНМЕБОЛ) и Исса Хаяту из Камеруна, президент Конфедерации африканского футбола (КАФ) — все они брали взятки от олигархов, медиагнатов и маркетинговых фирм. Материалы Дженнингса в своих расследованиях использовало американское ФБР.

## Критика
В книге доктора исторических наук, генерального директора издательства «Терра. Спорт» Валерия Штейнбаха критикуется книга Дженнингса и Клэр Самбрук «Великое олимпийское надувательство». Штейнбах утверждает, что в книге используются серьёзные бездоказательные утверждения, а также утверждает о фальсифицированности документов:
Следующий «документ», приводимый Дженнингсом, в состоянии вызвать только усмешку у людей, знакомых с правилами оформления документов в российском делопроизводстве. Читателю представляется бумага, не имеющая совершенно ничего общего с официальными бланками МВД, но, видимо, призванная создавать такое впечатление, и сообщается, что это секретное досье на Гафура Рахимова из Главного Управления по борьбе с экономической преступностью МВД РФ. Для пущей важности сообщается, что ГУБЭП МВД РФ унаследовало документы о советских гангстерах от КГБ СССР, хотя в тексте «досье» речь идёт вовсе не о десятилетней давности. И здесь уже в кучу смешано всё. Во-первых, псевдодосье ГУБЭП МВД РФ тут же названо докладом российского правительства; во-вторых, записав Рахимова в главные фигуры международного наркосиндиката, авторы почему-то решили, что этого мало, и приписали ему ещё махинации с хлопком (видимо, забыв, что «узбекское дело» давно закрыто); в-третьих, ни к селу, ни к городу сообщается, что Рахимов приобрёл квартиру в Москве. Такое впечатление, что всё написано по старому народному методу «что в голову взбрело, о том и пою». Разумеется, на бумаге отсутствуют какие-либо опознавательные знаки, включая дату изготовления.
Против газеты  The Herald, где Дженнингс выступил с теми же обвинениями, было начато дело о диффамации. Гафур Рахимов открыл против него дело о клевете в связи с обвинениями об участии Рахимова в организованной преступной группировке.